# 1956 год в автомобилестроении
Список событий в автомобилестроении в 1956 году:

## События

### Январь
- 17 — Ford Motor Company сделала то, чего ее покойный основатель Генри Форд хотел избежать любой ценой: она стала публичной. Первичное публичное размещение акций Ford на тот момент было крупнейшим в американской истории[1].

### Март
- 8 — после годичного периода строительства новый завод недалеко от Ганновера приступил к выпуску модели Volkswagen Transporter. Перенос производства фургончика из Вольфсбурга позволил высвободить дополнительные мощности и нарастить производство «Жуков»[2].

### Апрель
- 20 — начало серийного выпуска модели Москвич-402, первого самостоятельно разработанного послевоенного автомобиля Московского автозавода[3].

### Май
- 16 — в городе Уоррен (Мичиган) открылся Технический центр Дженерал Моторс[англ.]. Созданный Ээро Саариненом этот оригинальный архитектурный комплекс признан национальным историческим памятником США[4].

### Июнь
- 25 — последний Packard — классический американский автомобиль класса люкс сошёл с конвейера завода в Детройте. Так прекратила своё существование созданная 1899 году Джеймсом Уорд Паккардом (англ. James Ward Packard) автомобильная марка[5].
- 29 — президент США Эйзенхауэр подписал Закон о федеральных автомагистралях[англ.]. За 10 лет предлагалось построить 41 000 миль (66 000 км) дорог, на что выделялось 25 миллиардов долларов. Это был крупнейший проект американского правительства на то время[6].

### Октябрь

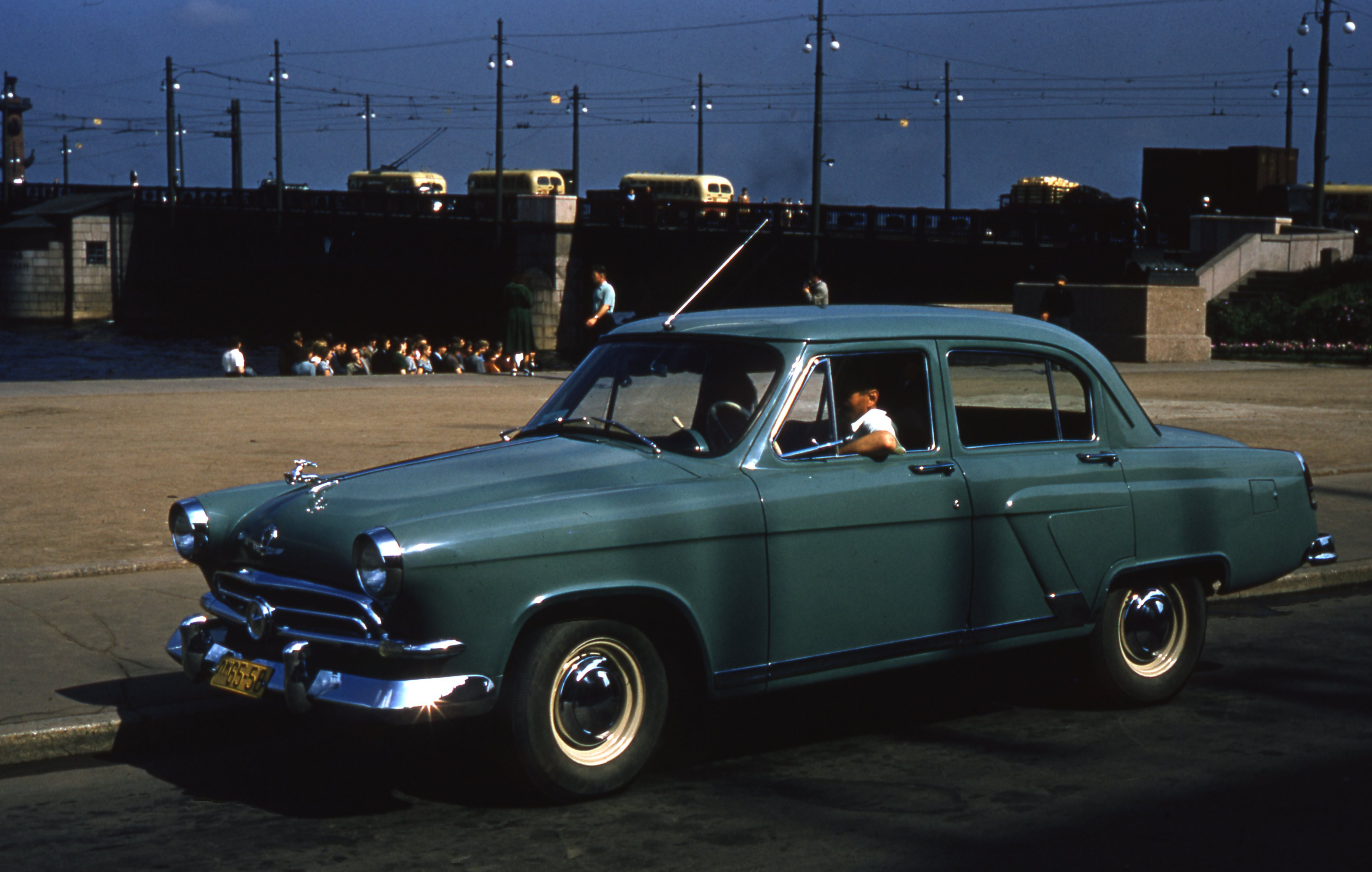
ГАЗ-21 Волга

- 10 — первые пять автомобилей ГАЗ-21 Волга сошли с конвейера Горьковского автозавода. «Славный подарок преподнесли стране накануне 39-й годовщины Великой Октябрьской социалистической революции..., — писала на следующий день «Горьковская правда». Серийное производство модели удалось наладить лишь к январю 1957 года, а в продажу автомобили поступили в марте[7].

### Ноябрь
- 9 — двухмиллионный Opel модель Kapitan сошёл с конвейера завода в Рюссельсхайме[8].